# Otto von Below
Otto von Below (Danzig, 18 januari 1857 - Besenhausen, 15 maart 1944) was een Pruisisch militair.

## Biografie
Tijdens de Eerste Wereldoorlog, was hij commandant tijdens de Slag bij Gumbinnen, de Slag bij Tannenberg en de Tweede Slag bij de Mazurische Meren. Hij vocht in de Macedonische campagne en aan het Italiaans front, waar hij de Italianen versloeg in de Slag bij Caporetto. In 1918 was hij bevelhebber van het Duitse 17de leger aan het westfront, later van het 1ste leger. Aan het Westfront wist v. Below zijn Italiaanse succes niet te herhalen. Generaal Otto von Below leidde in november 1918 de terugtocht van het Duitse leger en werd in 1919 gepensioneerd.
Hij was een neef van Fritz von Below, een andere Duitse commandant tijdens de oorlog.
Generaal der Infanterie Otto von Below droeg al voor de Ie Wereldoorlog de IIe Klasse van de Orde van de Rode Adelaar met eikenloof en ster. Dat hij als drager van de IIe Klasse van deze orde de ster van de Ie Klasse mocht dragen was een bijzonder gunstbewijs. In de Eerste Wereldoorlog volgden nog het IJzeren Kruis Ie en IIe Klasse, beiden in 1914, de Orde Pour le Mérite op 16 februari 1915, het eikenloof bij de Orde Pour le Mérite op 27 april 1917 en op 1 november 1917 de Hoge Orde van de Zwarte Adelaar wat hem ook recht gaf op de Ie Klasse van de Orde van de Rode Adelaar.

## Militaire loopbaan
- Leutnant: 15 april 1875[2]
- Oberleutnant: 13 september 1884[2]
- Hauptmann: 24 maart 1890[2]
- Major: 12 september 1895[2]
- Oberstleutnant: 22 april 1902[2]
- Oberst: 16 maart 1905[2][1]
- Generalmajor: 24 maart 1909[2][3][1]
- Generalleutnant: 2 april 1912[2][3][1]
- General der Infanterie: 30 augustus 1914[2][3]

## Onderscheidingen
- Pour le Mérite op 16 februari 1915[2][4]
  - Eikenloof op 27 april 1917[2][4]
- Orde van de Zwarte Adelaar op 1 november 1917
- IJzeren Kruis 1914, 1e klasse en 2e klasse
- Grootkruis in de Militaire Max Joseph-Orde op 4 november 1917
- Grootkruis in de Orde van de Rode Adelaar
- Orde van de Rode Adelaar, 2e klasse met Eikenloof en Ster